# 더 울브스
더 울브스(영어: The Wolves)은 브리스틀 해협 홀름 플랫 섬에서 1마일 정도 떨어진 3개 암석들의 이름이다. 이들은 약 20*25m 정도로 추정되며 적어도 2척 이상의 함선을 난파시켰다.
- 1817년 — 함선 "윌리엄 & 마리"(William & Mary)가 더 울브스에 충돌하고 몇 분 내에 가라앉았다. 승객 50명이 실종되었고 50명이 홀름 플랫에 매장되었다.
- 1917년 — 함선 "스완 패킷"(Swansea Packet)이 더 울브스에 충돌하고 승객과 승무원 60명이 사망했다.